# Idiocera connexa
Idiocera connexa là một loài ruồi trong họ Limoniidae. Chúng phân bố ở miền Cổ bắc.